# Vallamand

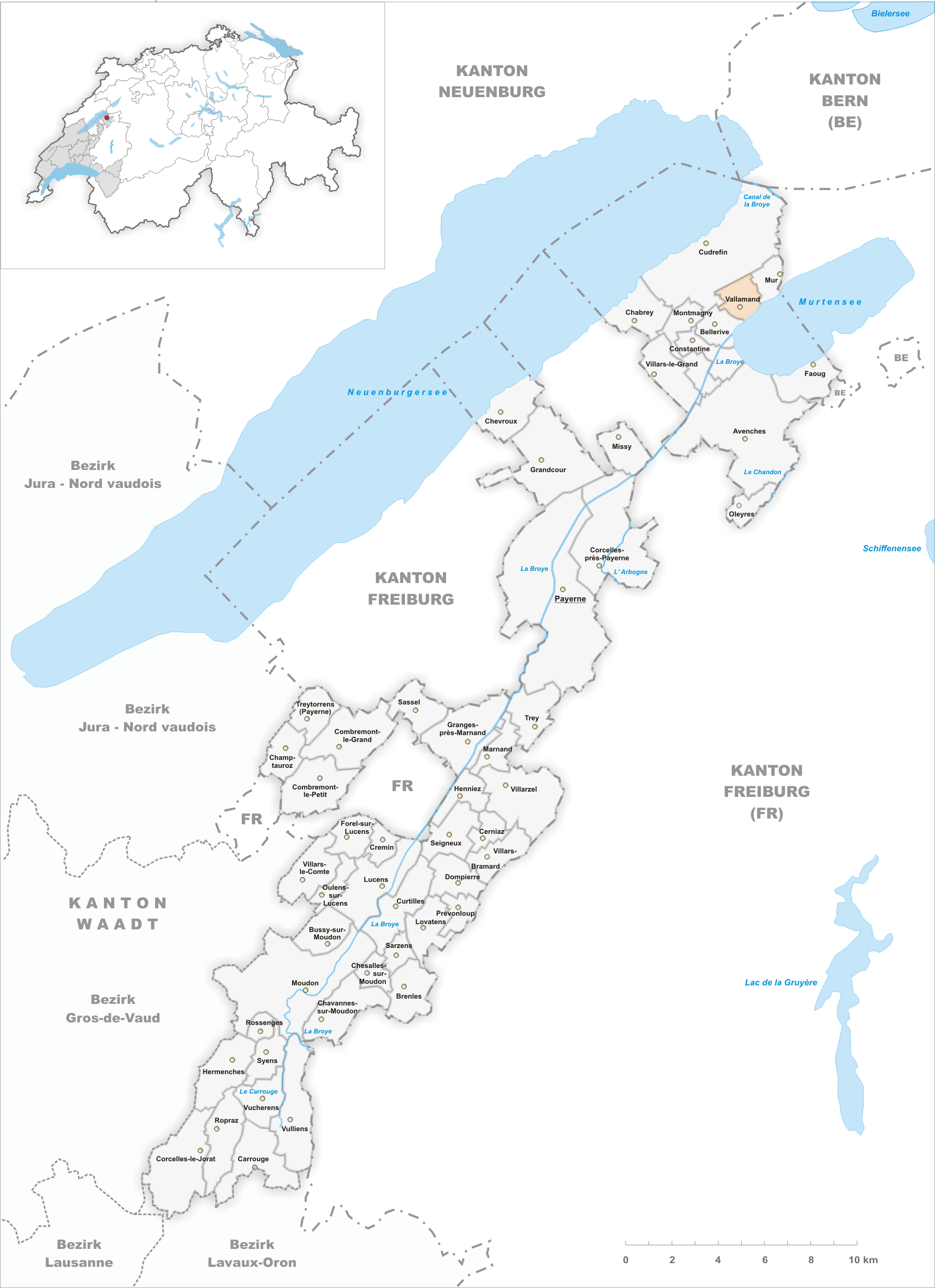
Gemeindestand vor der Fusion am 30. Juni 2011

Vallamand war eine politische Gemeinde im Distrikt Broye-Vully im Kanton Waadt in der Schweiz. Am 1. Juli 2011 ging Vallamand in der neuen Gemeinde Vully-les-Lacs auf. Der Ort Vallamand besteht aus den beiden Teilen Vallamand-Dessus, das die eigentliche politische Gemeinde Vallamand bildete, und Vallamand-Dessous, das politisch zur Gemeinde Bellerive gehörte. In der neuen Gemeinde Vully-les-Lacs sind somit beide Ortsteile vereinigt.

## Geographie
Vallamand liegt auf 516 m ü. M., 14,5 Kilometer nordöstlich des Bezirkshauptortes Payerne (Luftlinie). Das Bauerndorf erstreckt sich auf einem Vorsprung am Südhang des Höhenrückens zwischen dem Neuenburgersee und dem Murtensee, an aussichtsreicher Lage rund 80 m über dem Seespiegel des Murtensees, im Schweizer Mittelland.
Die Fläche des 2,4 km² grossen Gemeindegebiets umfasst einen Abschnitt am Nordwestufer des Murtensees. Der Gemeindeboden erstreckt sich vom Seeufer nordwärts über den flachen Uferrandstreifen (Pré des Peupliers) bis auf den breiten Molassehöhenrücken, der die südwestliche Fortsetzung des Mont Vully bildet. Im Waldgebiet Bois de l'Allou wird mit 588 m ü. M. der höchste Punkt von Vallamand erreicht. Östlich des Dorfes hat der Bach Ruisseau de Ferrages im Lauf der Jahrmillionen ein tiefes Erosionstal in die Molasseschichten eingegraben. Von der Gemeindefläche entfielen 1997 14 % auf Siedlungen, 23 % auf Wald und Gehölze, 62 % auf Landwirtschaft und etwas weniger als 1 % war unproduktives Land.
Zu Vallamand gehören einige Einzelhöfe und Ferienhäuser nahe dem Ufer des Murtensees. Nachbargemeinden von Vallamand waren Bellerive, Cudrefin und Mur.

## Bevölkerung
Mit 389 Einwohnern (Stand 31. Dezember 2010) gehörte Vallamand zu den kleinen Gemeinden des Kantons Waadt. Von den Bewohnern sind 57,8 % französischsprachig, 38,4 % deutschsprachig und 2,1 % englischsprachig (Stand 2000). Amtssprache ist Französisch. Die Bevölkerungszahl von Vallamand belief sich 1860 auf 282 Einwohner, 1900 noch auf 340 Einwohner. Nachdem die Bevölkerung bis 1980 auf 211 Personen abgenommen hatte, wurde seither wieder eine deutliche Bevölkerungszunahme registriert. Der Anteil der deutschsprachigen Bevölkerung wächst stark. 1990 lag der Anteil noch bei 25 %.

## Wirtschaft
Vallamand war bis in die zweite Hälfte des 20. Jahrhunderts ein vorwiegend durch die Landwirtschaft geprägtes Dorf. Noch heute haben der Ackerbau und der Obstbau eine wichtige Bedeutung in der Erwerbsstruktur der Bevölkerung. An den optimal zur Sonne exponierten Südhängen über dem Murtensee wird Weinbau betrieben. Weitere Arbeitsplätze sind im lokalen Kleingewerbe und im Dienstleistungssektor vorhanden. In den letzten Jahrzehnten hat sich das Dorf auch zu einer Wohngemeinde entwickelt. Einige Erwerbstätige sind Wegpendler, die in den umliegenden grösseren Ortschaften arbeiten. Vallamand verfügt seit 1998 über einen Sportbootshafen am Murtensee mit rund 200 Liegeplätzen.

## Verkehr
Die Gemeinde liegt abseits der grösseren Durchgangsstrassen an einer Verbindungsstrasse von Salavaux nach Cudrefin. Durch den Postautokurs, der von Avenches nach Cudrefin verkehrt, ist Vallamand an das Netz des öffentlichen Verkehrs angebunden.

## Geschichte
Fundstücke aus der Hallstattzeit belegen eine sehr frühe Besiedlung des Gemeindegebietes von Vallamand. Die erste urkundliche Erwähnung des Ortes erfolgte 1246 unter dem Namen Ualamant; 1668 erschien die Bezeichnung Valaman. Der Ortsname setzt sich aus dem Wort Val (Tal) und dem Personennamen Amandus oder Amantius zusammen.
Vallamand war seit dem Mittelalter Teil der Kastlanei Cudrefin, die bis 1397 unter den Herren von Grandson, danach unter dem Einfluss von Savoyen stand. Mit der Eroberung der Waadt durch Bern im Jahr 1536 gelangte das Dorf unter die Verwaltung der Vogtei Avenches. Nach dem Zusammenbruch des Ancien Régime wurde Vallamand 1798 während der Helvetik dem Kanton Freiburg angegliedert. Mit der Inkraftsetzung der Mediationsverfassung 1803 wurde das Dorf zusammen mit dem heutigen Bezirk Avenches als Exklave wieder dem Kanton Waadt zugeteilt.

## Sehenswürdigkeiten
Die Kapelle von Vallamand wurde im Jahr 1899 erbaut. Die Gemeinde gehört zur Pfarrei Montet-Cudrefin. Im Ortskern sind einige typische Acker- und Weinbauernhäuser aus dem 17. bis 19. Jahrhundert erhalten.